# Hertha-Maria Haselmann
Hertha-Maria Haselmann (* 28. August 1944 in Glückstadt) war 1993 bis 2018 Geschäftsführerin von Lebenswende e.V. Drogenhilfe und ist Trägerin des Bundesverdienstkreuzes am Bande.
Ihr Motto ist:
„Verantwortung durch Bewährung
Bewährung durch Verantwortung.“

## Werdegang
Haselmann hat einen Abschluss in Betriebswirtschaftslehre. Am 17. Oktober 1978 war sie eine Begleiterin von Sr. Christa Steffens die den Verein Lebenswende e.V. Drogenhilfe in Frankfurt am Main gründete. 1993 bis 2018 war Haselmann als Geschäftsführerin der Lebenswende.

### 2018 musste Haselmann alle Ämter Bei der Verein Lebenswende e.V. niederlegen
Auf Drängen der Leitung des Vereins Lebenswende und des Vorstands der Evangelischen Allianz Frankfurt musste Haselmann alle Dienste und Ämter des Vereins niederlegen, da ihr mehrere schwerwiegende Vorwürfe und Klagen wegen Mobbing, Machtmissbrauch und Verleumdung angedroht wurden. Seitdem hat der Vorstand die Geschäftsführung des Vereins übernommen, und die Therapieleitung liegt nun in den Händen von Viktor Belalov, einem Vorstandsmitglied des Vereins.

### Ehrenämter
Haselmann gehörte von 1989 bis 2012 zum Hauptvorstand der Deutschen Evangelischen Allianz und zwischen 1992 und 2004 deren Schatzmeisterin. Daneben war sie seit 1978 Vorstandsmitglied der örtlichen Evangelischen Allianz in Frankfurt am Main. Sie fungierte als stellvertretende Vorsitzende im Präsidium des christlich-humanitären Hilfswerks World Vision.

### Auszeichnungen
1998 erhielt sie den „Ehrenbrief des Landes Hessen“ und 2003 das „Kronenkreuz in Gold“ des Diakonischen Werkes der EKD.
Am 19. Februar 2009 erhielt Haselmann gemeinsam mit Renate Siebenhaar das Bundesverdienstkreuz am Bande „für ihr Engagement für Menschen in Notsituationen“, im dreißigjährigen Einsatz für Drogenkranke.